# Andreas Rasmussen
Andreas Engelbert Rasmussen (15. ožujka 1893. — 23. veljače 1967.) je bivši danski hokejaš na travi.
Osvojio je srebrno odličje na hokejaškom turniru na Olimpijskim igrama 1920. u Antwerpenu (Anversu) igrajući za Dansku. 

## Vanjske poveznice
- Profil na Database Olympics